# Revegetação

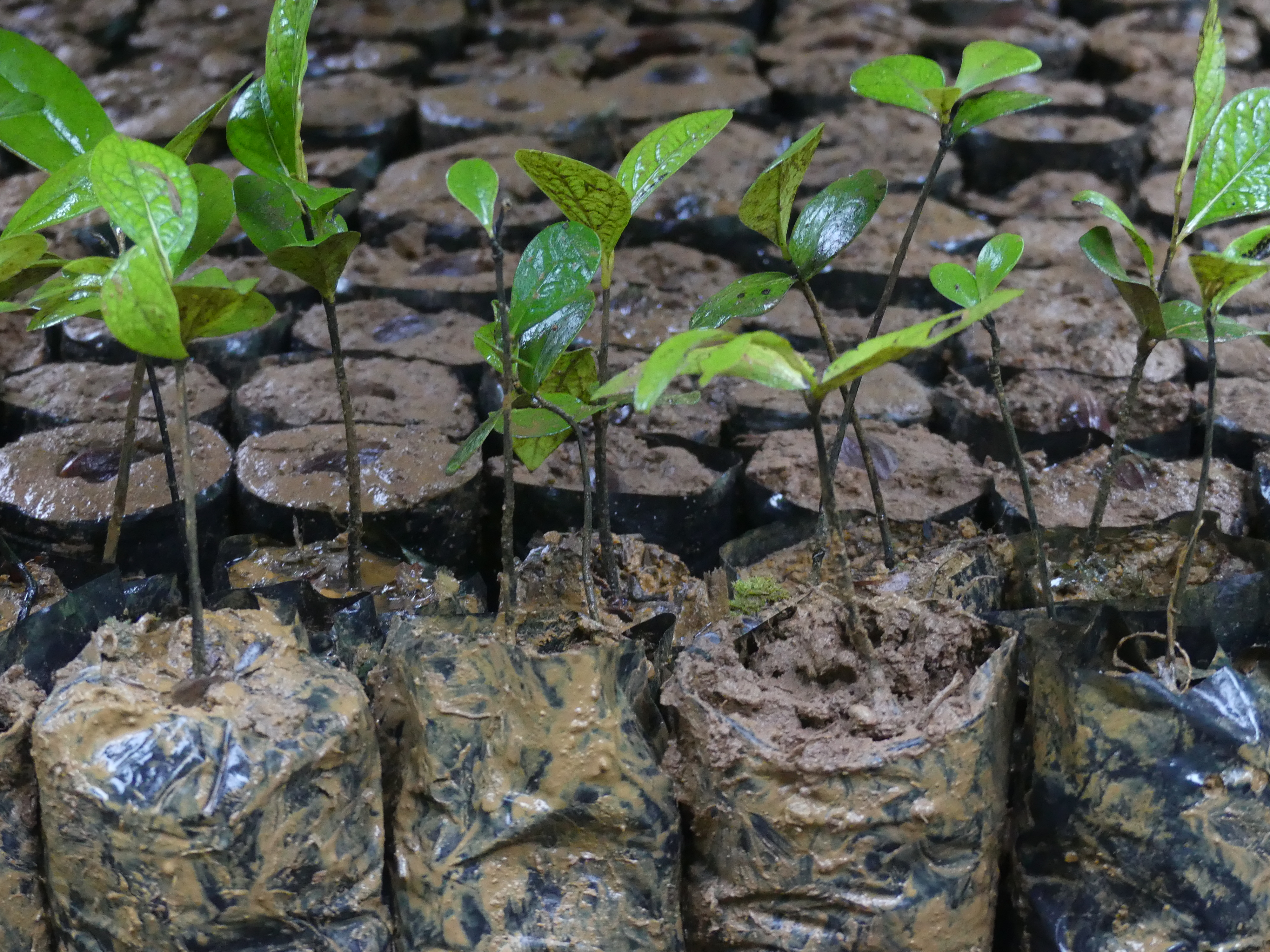
Produção de mudas para plantio em área de revegetação

Revegetação é um processo de reflorestamento de áreas degradadas. Não pode ser considerado o mesmo processo que reflorestamento, pois só pode ser aplicado nos processos de recuperação de áreas degradadas, não necessariamente com árvore de grande porte ou com característica de arborização de floresta. 
Se caracterizam por revegetação os processos de recuperação de áreas de aterros sanitários, encostas de morro, cortes de estrada, áreas de mineração, áreas agrícolas de grande declive ou em qualquer outras que tiveram sua camada de terra superficial removida.